# Csulút
A Csulút (mongol nyelven Чулуут гол) folyó Mongóliában, Észak-Hangáj tartomány területén. Az Ider legnagyobb, jobb oldali mellékfolyója.

## Földrajz
Hossza: 415 km, vízgyűjtő területe mintegy 20 000 km², vízhozama a torkolatnál 25 m³/s.
A Hangáj-hegység északi részén ered és nagyjából észak felé haladva átszeli Arhangaj tartományt. Alsó folyásán hosszabb szakaszon Észak-Hangáj- és Dzavhan tartomány határán folyik.
Télen 5-6 hónapra befagy, magasvize nyáron van.
1977-ben a Csulút középső folyása mentén őskori sziklarajzok egész sorát fedezték fel. Az ábrázolások részben a part, részben a folyó alsó teraszának szikláin találhatók, korukat több ezer évesre becsülik.